# Кукар
Кукар је насељено мјесто и бивше насеље града Врлике. Налази се у Далмацији, у Сплитско-далматинској жупанији, Република Хрватска.

## Географија
Налази се на 470 m надморске висине на самом рубу Врличког поља поред државног пута Загреб – Сплит.

## Историја
Кукар се од распада Југославије до августа 1995. године налазио у Републици Српској Крајини.

## Знамените личности
- Милан Бабић, први предсједник Републике Српске Крајине